# 始雙臼椎龍屬
始雙臼椎龍屬（學名：Eopolycotylus）是蛇頸龍目雙臼椎龍科的一屬，化石被發現於美國猶他州的白堊紀晚期地層。始雙臼椎龍具有類似雙臼椎龍的共有衍徵，雙臼椎龍是生存於森諾曼階到土侖階的近親。